# 松本暢章
松本 暢章（まつもと のぶあき、1931年8月10日 - 1998年3月14日）は、大阪府出身の元フリーアナウンサー。
登校拒否・不登校問題全国協議会の代表者・松本弘義は実兄。

## 来歴・人物
旧制天王寺中学時代には野球部に所属。強打の左翼手として活躍し、1947年の春の選抜に出場。学制改革後は夕陽丘高校を卒業。
関西学院大学進学後は母校で野球部の監督を務める傍ら、創設間もない放送研究会に在籍。大学野球の実況や様々なナレーションをやっているところを開局準備中であった神戸放送（現・ラジオ関西）のスタッフにスカウトされ、在学中の1952年にパーソナリティとしてデビュー。卒業後の1958年に開局したばかりの関西テレビ（KTV）へ第1期アナウンサーとして入社し、主にプロ野球や競馬といったスポーツ中継を担当。同じ関学の後輩でアルバイトとして入社した杉本清にアナウンサー試験を受験させ、見事合格して正社員に登用された1961年冬に研修で阪神競馬場へ連れていき、見事的中した杉本は競馬の魅力に取り付かれる。
1964年の東京五輪では民放選抜アナウンサーの1人として実況を担当し、競泳の最終種目である男子800mリレー決勝のテレビ中継では、日本競泳陣唯一のメダル獲得（銅メダル）の瞬間を伝えた。同年にはシンザンの戦後初の三冠達成も伝えるなど、歴史的瞬間に2度も立ち会った。1967年の阪神大賞典では直線でキーストンの故障（予後不良）という悲劇に遭遇しながら、涙声で実況を続けた。
1969年からは競馬中継のカラー&レギュラー化に伴い、正式なメイン実況の座を杉本に譲ることとなり、松本はサブ実況と司会進行の立場になった。後に鈴木敏郎が入社した際にサブ実況は鈴木に譲り事実上競馬実況より撤退して司会に専念。エキサイティング競馬ではコメンテーターとして出演し、競馬博士として親しまれた。後のドリーム競馬では不定期出演だったが、ターフコメンテーターとして出演していた。
1985年10月16日のヤクルトスワローズ対阪神タイガース戦（明治神宮野球場）でタイガースの21年ぶりのリーグ優勝を実況。スポーツ実況以外ではアナウンス部長などを歴任し、部下の桑原征平からは「まっちゃん先生」の名で慕われていた。
1998年3月14日、死去。66歳没。

## 担当していた番組
- プロ野球ニュース
- 競馬中継（司会・実況）
- エキサイティング競馬（コメンテーター）
- スポーツ中継全般

## 主な実況歴（判明分）

### GI級レース
- 桜花賞（1960年～1968年）
- 天皇賞（春）（1960年～1968年）
- 宝塚記念（1960年～1968年）
- 菊花賞（1960年～1968年）
- 阪神3歳ステークス（1967年）

### その他
- 京都杯（1964年）
- 阪神大賞典（1967年）